# Caius Asinius Pollio (consul en 23)
Pour l’article homonyme, voir Caius Asinius Pollio.
Caius Asinius Pollio est un sénateur et un homme politique de l'Empire romain, membre de la gens plébéienne des Asinii, actif pendant le Principat.

## Biographie
Caius Asinius Pollio est le petit-fils de Caius Asinius Pollio, homme politique partisan de Jules César, orateur et poète, et le fils le plus âgé de Caius Asinius Gallus et de Vipsania Agrippina ; sa mère est la première femme de l'empereur Tibère (Caius Asimius Pollio est ainsi le demi-frère de Julius Caesar Drusus). Son frère Marcus Asinius Agrippa est consul en 25 et meurt l'année suivante. 
Caius Asinius Pollio est consul ordinaire en 23, avec Caius Antistius Vetus comme collègue,. Les monnaies qu'il a fait frapper indiquent qu'il est proconsul d'Asie,. 
Une Asinia Pollionis filia est mentionnée sur une inscription de Tusculum et pourrait avoir été sa fille.